# Semifinal de la Copa de Europa de fútbol de 1988 entre el Real Madrid y el PSV
La semifinal de la Copa de Europa de fútbol de 1988 entre el Real Madrid y el PSV fue una de las eliminatorias más reñidas de la Copa de Campeones de Europa 1987-88 de fútbol. Tras sendos empates en los partidos de ida y vuelta, el PSV Eindhoven se clasificó para la final del campeonato, eliminando al Real Madrid por el sistema de desempate al haber anotado más goles en campo contrario. El resultado tuvo gran trascendencia para ambos equipos. El PSV ganaría posteriormente la final y se adjudicó el título por primera vez en su historia. Por su parte, el Real Madrid quedó marcado durante años por un fracaso inesperado.

## Contexto
La Copa de Europa de Campeones de liga era la mayor competición europea de clubes y el objetivo cumbre de los mismos en el panorama futbolístico europeo. A su vez, era una de las competiciones con mayor impacto mediático y deportivo, similar al Superbowl norteamericano. La temporada 1987-1988 fue una de sus ediciones más disputadas ya que contaba con un buen número de clubes favoritos. Clubes que consiguieron su campeonato liguero nacional respectivo la temporada anterior como el Napoli de Diego Armando Maradona, el Real Madrid de la conocida «Quinta del Buitre», el Bayern Múnich de Lothar Matthäus, el PSV Eindhoven —dominador absoluto del momento en Holanda—, el Benfica de Portugal —vencedor del campeonato luso—, el Steaua de Bucarest —campeón contra todo pronóstico en 1986—, el Dinamo de Kiev de la extinta Unión Soviética —campeón de la Recopa de Europa en 1986— y otros dominadores nacionales del momento como el CSKA Sofia de Bulgaria, el Olympiakos de Grecia, el Glasgow Rangers de Escocia, Girondins de Burdeos de Francia, Sparta Praga de la extinta Checoslovaquia y el Porto —vigente campeón— del argelino Rabah Madjer. Todos ellos aspiraban a alzarse con el máximo cetro del fútbol continental.
Cabe recordar que, por tercer año consecutivo, los clubes ingleses no pudieron disputar competiciones europeas a causa de la sanción impuesta por la UEFA por los incidentes acaecidos en la Tragedia de Heysel.

## Real Madrid en los años 1980
El Real Madrid Club de Fútbol pasaba por uno de los más destacados momentos deportivos de su historia, sólo superado a nivel de títulos y repercusión por la época en que con Alfredo Di Stéfano en los años 1950 consiguió cinco Copas de Europa consecutivas entre 1956 y 1960. Numerosos títulos a nivel nacional no conseguían reportar ninguno a nivel internacional, pese a estar cerca de lograrlo en varias ocasiones: el equipo jugó la final de la Copa de Europa de 1981 ante el Liverpool Football Club inglés cayendo derrotado por 1-0 en París, y también cayó derrotado en la final de la Recopa de Europa de 1983 por 2-1 ante el Aberdeen Football Club escocés.
Su suerte en las competiciones europeas cambió en 1985 y 1986 al ganar de manera consecutiva la Copa de la UEFA eliminando en las dos ediciones a clubes como el Football Club Internazionale, el Royal Sporting Club Anderlecht belga —enfrentamiento europeo que dio origen al célebre miedo escénico del estadio Santiago Bernabéu—, el Fußball-Club Köln o el Borussia Mönchengladbach, tras una recordada remontada en diciembre de 1985, y que dejó una de las imágenes más icónicas de Juan Gómez Juanito abandonando el terreno de juego. Fue la primera vez en la historia del torneo que un club lograba dos campeonatos consecutivos.
En dicha época contaba en sus filas con jugadores de renombre internacional, como Carlos Santillana, Hugo Sánchez (fichado del Atlético de Madrid en 1985), Juan Gómez Juanito (jugador del club hasta 1987), Jorge Valdano, José Antonio Camacho, Miguel Porlán Chendo, Rafael Gordillo, Ricardo Gallego, Antonio Maceda, Paco Buyo o Miguel Tendillo.
Paralelamente a la trayectoria del primer equipo, en la primera mitad de la década surge un grupo de jugadores formados en las filas del club denominada «Quinta del Buitre» y que se convirtió en todo un emblema de la entidad y, por ende, del fútbol español: Emilio Butragueño, Míchel González, Manolo Sanchís, Rafael Martín Vázquez y Miguel Pardeza (jugador hasta 1987). Dicho grupo de jugadores consiguió un hito histórico al proclamarse campeones de liga de Segunda División en 1984 con el Castilla Club de Fútbol, siendo así el primer y único filial en lograrlo en la historia de la competición.
El predominio merengue en el fútbol español en la segunda mitad de la década fue notable, ya que consiguió todos los títulos de liga entre 1986 y 1990 y la Copa del Rey en 1989. Sin embargo, tanto la institución blanca —presidida entonces por Ramón Mendoza— como los seguidores, desesaban obtener nuevamente la Copa de Europa: con seis títulos logrados, la confianza depositada en Butragueño y sus compañeros de quinta y el hecho de que el último título había sido conseguido en el lejano 1966 —ante el Partizán de Belgrado en Bruselas— intensificó las esperanzas de conseguir de nuevo el máximo trofeo continental.
También es importante destacar que hasta 1992 era el único club español vencedor del torneo. Sus históricos rivales, el Fútbol Club Barcelona y el Atlético de Madrid, habían sido derrotados en las finales que alcanzaron. El primero en 1961 y 1986 (ante el Sport Lisboa e Benfica y el Fotbal Club Steaua București), y el segundo en 1974 ante el Fußball-Club Bayern München.

## Contexto de la eliminatoria
El conjunto holandés del PSV Eindhoven llegaba con dificultad al último cruce antes de la final. Había eliminado con muchos problemas al Galatasaray turco en dieciseisavos de final, al Rapid de Viena de Austria en octavos y al conjunto francés del Girondins de Burdeos
Por su parte, el conjunto blanco había clasificado a semifinales sin mayores problemas al superar a los rivales que le había designado el azar en las tres rondas anteriores. Ya que había eliminado en dieciseisavos de final al SSC Napoli de Diego Armando Maradona -2-0 en Madrid con el Estadio Santiago Bernabéu a puerta cerrada junto a un empate a 1 en Italia—, en octavos al FC Porto de Rabah Madjer —vigente campeón— con un 2-1 (encuentro disputado en Valencia) junto a un 1-2 en el encuentro de vuelta en Portugal y en cuartos de final al Bayern de Lothar Matthäus, con un 3-2 en Alemania y un 2-0 en el encuentro de vuelta en Madrid.
El hecho de haber vencido dos Copas de la UEFA de manera consecutiva, su trayectoria en la Copa de Europa del año anterior —eliminado en semifinales ante el Bayern de Múnich— y la trayectoria en la presente edición le convertían en favorito para llegar a la final y alzarse con su buscado séptimo título en la máxima competición continental.

## Partido de ida
El encuentro de ida se disputó en el Estadio Santiago Bernabéu de Madrid el 6 de abril de 1988. A los 4 minutos de partido, el guardameta del PSV Hans van Breukelen derriba en su área al madridista Hugo Sánchez cuya infracción fue señalada con penalti; transformándolo el propio jugador mexicano con el 1-0. En el minuto 20 también de la primera parte, el PSV logra el empate después de un error de Paco Buyo a un remate en solitario del holandés Edward Linskens.
El gol del empate desmoralizó a los jugadores del Real Madrid y provocó un juego de planteamiento ultradefensivo por parte del conjunto del PSV, que a su vez el juego en ataque del Real Madrid (sobre todo de cara a conseguir un resultado en casa favorable para el encuentro de vuelta) resultara un tanto desordenado y no tuviera éxito de conseguir el segundo tanto. En especial, cabe destacar los marcajes personales de Berry van Aerle a Emilio Butragueño y de Eric Gerets a Míchel y de Jan Heintze a Rafael Gordillo que impedían toda fluidez en el juego de ataque madridista. Sólo en los minutos finales del partido, una falta botada por Míchel y rematada por Hugo Sánchez pudo desempatar el marcador, pero se encontró nuevamente con el guardameta Van Breukelen en una espectacular estirada.
El conjunto blanco, pese a que había practicado un fútbol excelente a lo largo del año —tanto en el campeonato español como en la Copa de Europa— había jugado el peor partido de la temporada.
El conjunto holandés protegió la ventaja que le otorgaba la regla del gol de visitante para mantener el resultado y tener muchas más opciones de llegar a la final en el segundo encuentro. Pese a que la eliminación fue en Holanda, el empate a 1 en el Santiago Bernabéu resultó un duro golpe para los jugadores y seguidores del Real Madrid de cara a conseguir la clasificación para la final a disputar en Stuttgart y que les obligaba a marcar en el partido de vuelta a disputar en el Philips Stadion de Eindhoven.
| 1     | POR   | Francisco Buyo        |     |
| 2     | DEF   | Miguel Porlán         |     |
| 3     | DEF   | Manuel Sanchís        |     |
| 4     | DEF   | Miguel Tendillo       | 71' |
| 5     | DEF   | José Antonio Camacho  |     |
| 6     | MED   | José Miguel González  |     |
| 7     | MED   | Milan Janković        | 65' |
| 8     | MED   | Rafael Martín Vázquez |     |
| 9     | MED   | Rafael Gordillo       |     |
| 10    | DEL   | Emilio Butragueño     |     |
| 11    | DEL   | Hugo Sánchez          |     |
| D. T. | D. T. | Leo Beenhakker        |     |

| 1     | POR   | Hans van Breukelen |     |
| 2     | DEF   | Eric Gerets        |     |
| 3     | DEF   | Ivan Nielsen       |     |
| 4     | DEF   | Ronald Koeman      |     |
| 5     | DEF   | Berry van Aerle    |     |
| 6     | MED   | Jan Heintze        |     |
| 7     | MED   | Edward Linskens    |     |
| 8     | MED   | Gerald Vanenburg   |     |
| 9     | MED   | Søren Lerby        |     |
| 10    | DEL   | Frank Arnesen      | 28' |
| 11    | DEL   | Wim Kieft          |     |
| D. T. | D. T. | Guus Hiddink       |     |

| 12 | MED | Paco Llorente   | 65' |
| 15 | DEF | Ricardo Gallego | 71' |

| 12 | DEF | Anton Janssen | 28' |

| 4' | Hugo Sánchez | 1:0 |

| 20' | Edward Linskens | 1:1 |

| 61' · 72' | Berry van Aerle Wim Kieft |

| Principal | George Courtney |

| 1     | POR   | Francisco Buyo        |     |
| 2     | DEF   | Miguel Porlán         |     |
| 3     | DEF   | Manuel Sanchís        |     |
| 4     | DEF   | Miguel Tendillo       | 71' |
| 5     | DEF   | José Antonio Camacho  |     |
| 6     | MED   | José Miguel González  |     |
| 7     | MED   | Milan Janković        | 65' |
| 8     | MED   | Rafael Martín Vázquez |     |
| 9     | MED   | Rafael Gordillo       |     |
| 10    | DEL   | Emilio Butragueño     |     |
| 11    | DEL   | Hugo Sánchez          |     |
| D. T. | D. T. | Leo Beenhakker        |     |

| 1     | POR   | Hans van Breukelen |     |
| 2     | DEF   | Eric Gerets        |     |
| 3     | DEF   | Ivan Nielsen       |     |
| 4     | DEF   | Ronald Koeman      |     |
| 5     | DEF   | Berry van Aerle    |     |
| 6     | MED   | Jan Heintze        |     |
| 7     | MED   | Edward Linskens    |     |
| 8     | MED   | Gerald Vanenburg   |     |
| 9     | MED   | Søren Lerby        |     |
| 10    | DEL   | Frank Arnesen      | 28' |
| 11    | DEL   | Wim Kieft          |     |
| D. T. | D. T. | Guus Hiddink       |     |

| 12 | MED | Paco Llorente   | 65' |
| 15 | DEF | Ricardo Gallego | 71' |

| 12 | DEF | Anton Janssen | 28' |

| 4' | Hugo Sánchez | 1:0 |

| 20' | Edward Linskens | 1:1 |

| 61' · 72' | Berry van Aerle Wim Kieft |

| Principal | George Courtney |

| 1     | POR   | Francisco Buyo        |     |
| 2     | DEF   | Miguel Porlán         |     |
| 3     | DEF   | Manuel Sanchís        |     |
| 4     | DEF   | Miguel Tendillo       | 71' |
| 5     | DEF   | José Antonio Camacho  |     |
| 6     | MED   | José Miguel González  |     |
| 7     | MED   | Milan Janković        | 65' |
| 8     | MED   | Rafael Martín Vázquez |     |
| 9     | MED   | Rafael Gordillo       |     |
| 10    | DEL   | Emilio Butragueño     |     |
| 11    | DEL   | Hugo Sánchez          |     |
| D. T. | D. T. | Leo Beenhakker        |     |

| 1     | POR   | Hans van Breukelen |     |
| 2     | DEF   | Eric Gerets        |     |
| 3     | DEF   | Ivan Nielsen       |     |
| 4     | DEF   | Ronald Koeman      |     |
| 5     | DEF   | Berry van Aerle    |     |
| 6     | MED   | Jan Heintze        |     |
| 7     | MED   | Edward Linskens    |     |
| 8     | MED   | Gerald Vanenburg   |     |
| 9     | MED   | Søren Lerby        |     |
| 10    | DEL   | Frank Arnesen      | 28' |
| 11    | DEL   | Wim Kieft          |     |
| D. T. | D. T. | Guus Hiddink       |     |

| 12 | MED | Paco Llorente   | 65' |
| 15 | DEF | Ricardo Gallego | 71' |

| 12 | DEF | Anton Janssen | 28' |

| 4' | Hugo Sánchez | 1:0 |

| 20' | Edward Linskens | 1:1 |

| 61' · 72' | Berry van Aerle Wim Kieft |

| Principal | George Courtney |

| 1     | POR   | Francisco Buyo        |     |
| 2     | DEF   | Miguel Porlán         |     |
| 3     | DEF   | Manuel Sanchís        |     |
| 4     | DEF   | Miguel Tendillo       | 71' |
| 5     | DEF   | José Antonio Camacho  |     |
| 6     | MED   | José Miguel González  |     |
| 7     | MED   | Milan Janković        | 65' |
| 8     | MED   | Rafael Martín Vázquez |     |
| 9     | MED   | Rafael Gordillo       |     |
| 10    | DEL   | Emilio Butragueño     |     |
| 11    | DEL   | Hugo Sánchez          |     |
| D. T. | D. T. | Leo Beenhakker        |     |

| 1     | POR   | Hans van Breukelen |     |
| 2     | DEF   | Eric Gerets        |     |
| 3     | DEF   | Ivan Nielsen       |     |
| 4     | DEF   | Ronald Koeman      |     |
| 5     | DEF   | Berry van Aerle    |     |
| 6     | MED   | Jan Heintze        |     |
| 7     | MED   | Edward Linskens    |     |
| 8     | MED   | Gerald Vanenburg   |     |
| 9     | MED   | Søren Lerby        |     |
| 10    | DEL   | Frank Arnesen      | 28' |
| 11    | DEL   | Wim Kieft          |     |
| D. T. | D. T. | Guus Hiddink       |     |

| 12 | MED | Paco Llorente   | 65' |
| 15 | DEF | Ricardo Gallego | 71' |

| 12 | DEF | Anton Janssen | 28' |

| 4' | Hugo Sánchez | 1:0 |

| 20' | Edward Linskens | 1:1 |

| 61' · 72' | Berry van Aerle Wim Kieft |

| Principal | George Courtney |

## Partido de vuelta
El encuentro de vuelta de las semifinales de la Copa de Europa 1987-88 se jugó en el Philips Stadion de Eindhoven el 20 de abril de 1988. Se disputó en un clima de absoluta expectación tanto en España como en Holanda. El PSV Eindhoven sólo había jugado la final de la Copa de la UEFA en 1978 siendo campeón ante el Sporting Club de Bastia. Por el contrario, el Real Madrid, que llevaba veintidós años sin conseguir el trofeo y siete sin llegar a la final de la competición, veía en esta una ocasión única para alcanzar la final y alzarse con su séptima Copa de Europa tras el empate a un gol del partido de ida en el Estadio Santiago Bernabéu.
El conjunto español planteó un partido netamente ofensivo, debido a que el resultado de ida clasificaba para la final al PSV, por lo que necesitaban marcar al menos un tanto, mientras que el juego de los holandeses se caracterizó por ser netamente defensivo y conservador. Las numerosas y claras ocasiones de gol del conjunto madrileño a lo largo de todo el encuentro fueron atajadas en su gran mayoría por el portero local Hans van Breukelen, hombre decisivo en la eliminatoria. Entre ellas, cabe destacar la marrada por Emilio Butragueño en el minuto 10, que se marchó por alto después de encontrarse sólo frente al guardameta internacional holandés.
El conjunto del PSV también dispuso de dos claras ocasiones: una a cargo del danés Søren Lerby, que estrelló un balón en el palo en el minuto 48 y en el 61 a cargo de Gerald Vanenburg que, plantado totalmente solo delante un Francisco Buyo ya batido, lanzó el balón fuera por muy pocos centímetros.
| 1     | POR   | Hans van Breukelen   |     |
| 2     | DEF   | Eric Gerets          |     |
| 3     | DEF   | Ivan Nielsen         |     |
| 4     | DEF   | Willy van de Kerkhof | 66' |
| 5     | MED   | Jan Heintze          |     |
| 6     | MED   | Edward Linskens      |     |
| 7     | MED   | Gerald Vanenburg     |     |
| 8     | MED   | Berry van Aerle      |     |
| 9     | MED   | Søren Lerby          |     |
| 10    | DEL   | Wim Kieft            |     |
| 11    | DEL   | Hans Gillhaus        | 74' |
| D. T. | D. T. | Guus Hiddink         |     |

| 1     | POR   | Francisco Buyo        |     |
| 2     | DEF   | Miguel Porlán         |     |
| 3     | DEF   | Miguel Tendillo       | 66' |
| 4     | DEF   | Manuel Sanchís        |     |
| 5     | MED   | José Miguel González  |     |
| 6     | MED   | Ricardo Gallego       |     |
| 7     | MED   | Milan Janković        |     |
| 8     | MED   | Rafael Martín Vázquez | 75' |
| 9     | MED   | Rafael Gordillo       |     |
| 10    | DEL   | Emilio Butragueño     |     |
| 11    | DEL   | Hugo Sánchez          |     |
| D. T. | D. T. | Leo Beenhakker        |     |

| 12 | MED | Addick Koot   | 66' |
| 13 | DEF | Frank Arnesen | 74' |

| 12 | MED | Paco Llorente     | 66' |
| 15 | DEL | Carlos Santillana | 75' |

| 75' | Gerald Vanenburg |

| 75' | Manuel Sanchís |

| Principal | Bruno Galler |

| 1     | POR   | Hans van Breukelen   |     |
| 2     | DEF   | Eric Gerets          |     |
| 3     | DEF   | Ivan Nielsen         |     |
| 4     | DEF   | Willy van de Kerkhof | 66' |
| 5     | MED   | Jan Heintze          |     |
| 6     | MED   | Edward Linskens      |     |
| 7     | MED   | Gerald Vanenburg     |     |
| 8     | MED   | Berry van Aerle      |     |
| 9     | MED   | Søren Lerby          |     |
| 10    | DEL   | Wim Kieft            |     |
| 11    | DEL   | Hans Gillhaus        | 74' |
| D. T. | D. T. | Guus Hiddink         |     |

| 1     | POR   | Francisco Buyo        |     |
| 2     | DEF   | Miguel Porlán         |     |
| 3     | DEF   | Miguel Tendillo       | 66' |
| 4     | DEF   | Manuel Sanchís        |     |
| 5     | MED   | José Miguel González  |     |
| 6     | MED   | Ricardo Gallego       |     |
| 7     | MED   | Milan Janković        |     |
| 8     | MED   | Rafael Martín Vázquez | 75' |
| 9     | MED   | Rafael Gordillo       |     |
| 10    | DEL   | Emilio Butragueño     |     |
| 11    | DEL   | Hugo Sánchez          |     |
| D. T. | D. T. | Leo Beenhakker        |     |

| 12 | MED | Addick Koot   | 66' |
| 13 | DEF | Frank Arnesen | 74' |

| 12 | MED | Paco Llorente     | 66' |
| 15 | DEL | Carlos Santillana | 75' |

| 75' | Gerald Vanenburg |

| 75' | Manuel Sanchís |

| Principal | Bruno Galler |

| 1     | POR   | Hans van Breukelen   |     |
| 2     | DEF   | Eric Gerets          |     |
| 3     | DEF   | Ivan Nielsen         |     |
| 4     | DEF   | Willy van de Kerkhof | 66' |
| 5     | MED   | Jan Heintze          |     |
| 6     | MED   | Edward Linskens      |     |
| 7     | MED   | Gerald Vanenburg     |     |
| 8     | MED   | Berry van Aerle      |     |
| 9     | MED   | Søren Lerby          |     |
| 10    | DEL   | Wim Kieft            |     |
| 11    | DEL   | Hans Gillhaus        | 74' |
| D. T. | D. T. | Guus Hiddink         |     |

| 1     | POR   | Francisco Buyo        |     |
| 2     | DEF   | Miguel Porlán         |     |
| 3     | DEF   | Miguel Tendillo       | 66' |
| 4     | DEF   | Manuel Sanchís        |     |
| 5     | MED   | José Miguel González  |     |
| 6     | MED   | Ricardo Gallego       |     |
| 7     | MED   | Milan Janković        |     |
| 8     | MED   | Rafael Martín Vázquez | 75' |
| 9     | MED   | Rafael Gordillo       |     |
| 10    | DEL   | Emilio Butragueño     |     |
| 11    | DEL   | Hugo Sánchez          |     |
| D. T. | D. T. | Leo Beenhakker        |     |

| 12 | MED | Addick Koot   | 66' |
| 13 | DEF | Frank Arnesen | 74' |

| 12 | MED | Paco Llorente     | 66' |
| 15 | DEL | Carlos Santillana | 75' |

| 75' | Gerald Vanenburg |

| 75' | Manuel Sanchís |

| Principal | Bruno Galler |

| 1     | POR   | Hans van Breukelen   |     |
| 2     | DEF   | Eric Gerets          |     |
| 3     | DEF   | Ivan Nielsen         |     |
| 4     | DEF   | Willy van de Kerkhof | 66' |
| 5     | MED   | Jan Heintze          |     |
| 6     | MED   | Edward Linskens      |     |
| 7     | MED   | Gerald Vanenburg     |     |
| 8     | MED   | Berry van Aerle      |     |
| 9     | MED   | Søren Lerby          |     |
| 10    | DEL   | Wim Kieft            |     |
| 11    | DEL   | Hans Gillhaus        | 74' |
| D. T. | D. T. | Guus Hiddink         |     |

| 1     | POR   | Francisco Buyo        |     |
| 2     | DEF   | Miguel Porlán         |     |
| 3     | DEF   | Miguel Tendillo       | 66' |
| 4     | DEF   | Manuel Sanchís        |     |
| 5     | MED   | José Miguel González  |     |
| 6     | MED   | Ricardo Gallego       |     |
| 7     | MED   | Milan Janković        |     |
| 8     | MED   | Rafael Martín Vázquez | 75' |
| 9     | MED   | Rafael Gordillo       |     |
| 10    | DEL   | Emilio Butragueño     |     |
| 11    | DEL   | Hugo Sánchez          |     |
| D. T. | D. T. | Leo Beenhakker        |     |

| 12 | MED | Addick Koot   | 66' |
| 13 | DEF | Frank Arnesen | 74' |

| 12 | MED | Paco Llorente     | 66' |
| 15 | DEL | Carlos Santillana | 75' |

| 75' | Gerald Vanenburg |

| 75' | Manuel Sanchís |

| Principal | Bruno Galler |

## Partido de vuelta: Últimos instantes y pitido final
La recta final del partido fue un auténtico cerrojo del conjunto holandés en su propia área con el objetivo de mantener el resultado que le clasificaba para la final. En el minuto 80 de juego, un cabezazo de Emilio Butragueño y la espectacular chilena de Hugo Sánchez a falta de 2 minutos para la conclusión del partido, pudieron cambiar el signo del marcador en el partido y en la eliminatoria.
Al cumplirse el minuto 90 el árbitro del encuentro, el suizo Bruno Galler decretó el final del mismo sin añadir ni un solo segundo de tiempo extra, pese a las grandes pérdidas de tiempo de los jugadores neerlandeses. Dicha decisión provocó las protestas de los jugadores del Real Madrid, en especial de Manolo Sanchís, Paco Buyo, Míchel González y Milan Janković, que replicaron al colegiado hasta su entrada al túnel de vestuarios, y por las que hubo sanción por parte de la UEFA a algunos de los jugadores.

## Reacciones posteriores al segundo encuentro
Como era de esperar, tanto los jugadores como la afición del PSV Eindhoven que se encontraba en el Philips Stadion estallaron en muestras de alegría tras la señalización del fin del encuentro. Se habían clasificado para la final de la competición —pese a haber ganado sólo 3 partidos en toda la Copa de Europa y haber vencido en cuartos de final y en semifinal por la regla del gol de visitante— y eliminando al Real Madrid, que era el favorito para alzarse con el trofeo, sobre todo después de la trayectoria que había llevado hasta la semifinal. El guardameta internacional holandés Hans van Breukelen fue tratado como un héroe en Holanda; tras el partido, fue llevado en hombros dando varias vueltas al terreno de juego. Por el contrario, la tristeza en los jugadores del conjunto merengue fue absoluta tras el pitido final.
Pese a lo cerca que habían estado de clasificarse y al eficaz trabajo defensivo realizado por el PSV Eindhoven, el técnico Leo Beenhakker fue objeto de crítica por la prensa española por su supuesta falta de visión táctica en la eliminatoria y por haber alineado a Milan Janković y a Ricardo Gallego, que no pasaban por su mejor momento de forma y, en cambio, sentar en el banquillo en los dos encuentros a Carlos Santillana —que sólo jugó los últimos 15 minutos en el segundo encuentro—, hombre de referencia en ataque del conjunto español. El guardameta Francisco Buyo tampoco se libraría de las críticas tanto de los medios de comunicación como de la afición madridista al considerarse su pobre papel en el primer partido y el hecho de si podía estar a la altura de un equipo con jugadores de renombre como era el Real Madrid en dicho momento.
Por otro lado, se explica la decepción dado el excelente momento de juego que venía desarrollando en aquella época el Real Madrid —similar a la Francia de Michel Platini o al Brasil de España 1982— hecho que provocaba que dicha eliminación fuera una decepción en España, así como también para los seguidores del fútbol, que pese a no simpatizar con el Real Madrid, consideraban a ese club como una referencia deportiva.

## Impacto en el PSV y en el fútbol holandés
El conjunto del PSV jugaría la final de Stuttgart el 25 de mayo ante el Benfica de Portugal, que a su vez había eliminado en semifinal al Steaua de Bucarest. Se proclamaría campeón de la Copa de Europa tras empatar a 0 en el tiempo reglamentario (más la prórroga) y vencer en la tanda de penaltis (6-5). Van Breukelen volvió a ser decisivo para su equipo en la final al detener el sexto lanzamiento de la tanda al jugador portugués del Benfica Antonio Veloso.
Este título era el más importante que había conseguido hasta la fecha la entidad holandesa; su única participación en la final y el único entorchado de la máxima competición europea; su segundo título en el fútbol europeo después de la Copa de la UEFA del año 1978; el único triplete en la historia del club y uno de los siete clubes que lo han conseguido en su historia (junto a Bayern Munich, Barcelona, Inter de Milán, Celtic de Glasgow, Manchester United y Ajax Ámsterdam) ya que en 1988 también lograrían la Liga holandesa y la competición de copa. El PSV Eindhoven también logra romper el duopolio holandés en la Copa de Europa, ya que hasta ese momento sólo habían logrado el título, junto al Ajax Ámsterdam y el Feyenoord Rotterdam.
Esta trayectoria exitosa lanzaría a la fama del fútbol europeo al mencionado Van Breukelen, como así también a Ronald Koeman —que ficharía por el Barcelona en 1989— y a su entrenador Guus Hiddink que posteriormente dirigiría al Fenerbahçe, Valencia, Chelsea y la Selección holandesa.
En definitiva, para el fútbol holandés fue un año memorable, ya que se sumaría la victoria en el campeonato de Europa de selecciones de la selección nacional holandesa en la edición de Alemania 1988.

## Impacto en el Real Madrid y en el fútbol español
Sin lugar a dudas, se considera la eliminación ante el PSV Eindhoven como uno de los reveses más recordados en la historia del club blanco. Se considera también esta derrota europea como un duro golpe a la exitosa «Quinta del Buitre»; que, pese a que su supremacía en el campeonato local español duraría hasta 1991, veían como se desvanecía una ocasión única de conseguir la Copa de Europa. Cabe destacar que al final de dicha temporada se retiró del fútbol en activo Carlos Santillana, quién es considerado una referencia histórica del madridismo.

## 20.º aniversario: Reconstrucción de un año dorado
En 2008 y coincidiendo con el 20.º aniversario, se editó el libro (más DVD) PSV 1988: Reconstructie van een gouden jaar ('PSV 1988: Reconstrucción de un año dorado'), editado por De Boeken Makers y a cargo del periodista neerlandés Jeroen van der Berk. Se compone de 280 páginas y cuenta con la participación de Guus Hiddink.